# Strada Statale 238 dir delle Palade
Die Strada Statale 238 dir delle Palade (kurz SS 238dir) ist eine italienische Staatsstraße in der Provinz Trient, Region Trentino-Südtirol. 
Die 1,186 km lange Straße verbindet die SS 238 mit der SS 42 zwischen Fondo und Malosco im oberen Nonstal.